# Архитектура
Архитектурата (от старогръцки: ἀρχι-, „пръв/главен“, и τέκτων, „създател“) е творческа дейност, насочена към проектирането, строителството и художественото оформяне на сгради, други строителни съоръжения и комплекси от тях чрез използването на съчетание от наука, техника и изкуство. Тя обхваща поредица от процеси – от първоначалния замисъл и предварителните проучвания до практическото изграждане на определен строеж.
В широк смисъл архитектурата включва не само проектирането и изграждането на сгради, но разнородни дейности от най-едромащабните – планиране на цели области и държави (териториално устройствено планиране), проектиране на населени места и открити пространства, като улици, площади, градини, паркове (градоустройство и ландшафтна архитектура) – до най-дребномащабните, като конструиране на детайли или обзавеждане. Архитектурните произведения понякога се възприемат като произведения на изкуството и дори като културни символи, като историческите цивилизации често се свързват най-вече с техните запазени до днес архитектурни паметници.
Архитектурната дейност, извършвана обикновено от специалисти, наричани архитекти, изисква отчитането на широк кръг функционални, технически, обществени и естетически фактори и ограничения, които се отразяват в завършения продукт. Тя е свързана с креативното използване и съчетаване на материали, технологии и обеми, както и с организацията на строителния процес, включително срокове за изпълнение и себестойност. Документацията, създавана от архитекта (архитектурен проект) и включваща обикновено чертежи и технически спецификации, обикновено показва конструкцията и общото поведение на проектираната сграда.

## История и стилове
Архитектурният стил може да се определи като съвкупност от основни черти и признаци на архитектурата от определено време и място, проявяващи се в особеностите на функционалните, конструктивните и художествените ѝ страни (предназначение на сградата, строителни материали и конструкция, прийоми в архитектурната композиция). Понятието архитектурен стил влиза в по-общото понятие стил като художествен мироглед, обхващащ всички страни на изкуството и културата на обществото в определен момент от социалното и икономическото му развитие, като съвкупност от главните идейно-художествени особености на творчеството на твореца.
Развитието на архитектурните стилове зависи от климатични, технически, религиозни и културни фактори.
Макар че развитието на архитектурата пряко зависи от историческото време, невинаги стиловете се сменят последователно, като може да има известно едновременно съществуване на стилове като алтернативи един на друг (например, барок и класицизъм, модернизъм и еклектикизъм, функционализъм, конструктивизъм и ар-деко).
Архитектурният стил като описателно средство е част от научния метод на история на архитектурата, доколкото позволява да се проследи глобалната посока на развитие на архитектурната мисъл. Прието е да се отделят следните архитектурните стилове от глобално значение:
- Първобитна архитектура
- Антична архитектура. 8 век пр н.е. – 5 век.
- Романски стил. 10 – 12 в.
- Готика. 12 – 15 в.
- Ренесансова архитектура. Началото на 15 – началото на 17 в.
- Барок. Края на 16 век – края на 18 в.
- Рококо. Началото на 18 – края на 18 в.
- Класицизъм. Средата на 18 и през 19 в.
- Еклектика. 1830-те – 1890-те години.
- Модерн. 1890-те – 1910-те години.
- Модернизъм. Началото на 1900-те – 1980-те години.
- Конструктивизъм. 1920-те – началото на 1930-те г.
- Постмодернизъм. От средата на 20 век.
- Хай-тек. От края на 1970-те години.
- Деконструктивизъм. От края на 1980-те г.
- Динамична архитектура. От началото на 21 век.
- Параметричен дизайн

### Традиционна архитектура в Близкия изток
Сред най-древните архитектурни паметници, запазени, са тези от Древен Египет. Там, както и в останалите ранни култури, хората вярват във всемогъществото на боговете и много страни на ежедневието са съобразени с идеята за божественото и свръхестественото и начините, по които те се проявяват в света. По тази причина основаването и подредбата на градовете и основните обществени сгради, като дворци и храмове, е поверено на жреците или на самия владетел, а самото строителство е съпътствано от специални ритуали. Сред най-внушителните древноегипетски строежи са некрополът в Гиза и храмовите комплекси в Карнак и Луксор.
Сведенията за архитектурата в Месопотамия също са главно за монументални строежи, като храмове, дворци и градски стени. Най-значимите примери са храмовите комплекси в Урук (4 хилядолетие пр.н.е.), храмовете и дворците от долината на Дияла (3 хилядолетие пр.н.е.), развалините на Нипур и Ур (21 – 20 век пр.н.е.), среднобронзовите селища в Ебла, Мари, Алалах, Халеб и Кюлтепе (началото на 2 хилядолетие пр.н.е.), къснобронзовите дворци в Хатуша, Угарит, Ашур и Нази (средата на 2 хилядолетие пр.н.е.), асирийските, вавилонски, урартски и новохетски дворци от желязната епоха.
В средата на 1 хилядолетие пр.н.е. с възхода на царството на Ахеменидите в целия регион се разпространява монументална архитектура в специфичния персийски стил, прототипът на която е столицата на Кир Велики Пасаргад. Най-значителният паметник от тази епоха е по-късната столица Персеполис. След продължителен период на европейско влияние през Елинистичната епоха и последвалата хегемония на Рим и Партското царство, при Сасанидите се наблюдава възраждане на местните ирански елементи в културата. Ктезифон, столицата на партите и Сасанидите в Месопотамия, е най-внушителният пример за архитектурата от последните столетия на предислямската епоха в Близкия изток.

### Традиционна архитектура в Южна Азия
Градската цивилизация на Индийския субконтинент може да бъде проследена до древните градове Мохенджо-Даро и Харапа, възникнали в средата на 3 хилядолетие пр.н.е. През следващите векове в региона се формира архитектурна традиция, проявяваща се в множество запазени храмове, дворци и укрепления. През първите столетия на новата ера, когато империите Кушан и Мауря достигат своя разцвет, индийската архитектура се разпространява на северозапад към днешните Белуджистан и Афганистан. Този процес е съпътстван с разпространението на будизма в тези области и с изграждането на монументални паметници, като комплекса в Бамян. Заедно с будизма и смесен с гръцки влияния индийският стил достига и до Централна Азия.
През вековете индийската архитектура претърпява значително развитие, а съществуват и множество регионални особености, на които се дължи нейното стилистично разнообразие – от индуистката храмова архитектура през ислямските стилове до колониалната викторианска архитектура на 19 век.

### Традиционна архитектура в Източна Азия
Най-старите запазени архитектурни паметници в Източна Азия са останките от земни укрепления с дървен скелет от неолитната култура Луншан и от културата от бронзовата епоха Арлитоу, а развалините на двореца на древната столица Инси датират от времето на династията Шан през втората половина на 2 хилядолетие пр.н.е. При династията Хан се появяват конструкции, зидани от камък или тухли, а от династията Тан насам каменните строежи са широко разпространение.
Характерно за традиционната китайска архитектура е акцентирането върху хоризонталните оси на представителните сгради, много от които са изградени върху солидна основа с широк покрив, плаващ над ниските и потънали навътре фасади. Макар и от по-рано да съществуват жилищни или наблюдателни кули, основното отклонение от преобладаващото хоризонтално развитие на сградите са пагодите, намерили разпространение в резултат на проникването на будизма от Индия. В Китай използването на някои архитектурни елементи са смятани за привилегия само на императора. Пример за това са жълтите керемиди, които могат да се видят върху повечето сгради на императорския Забранен град в Пекин.
Японската архитектура е силно повлияна от китайската, но има и множество особености. Архитектурна форма, възникнала в Япония в резултат на феодалните отношения, са характерните японски замъци (широ). По-късно сред висшите кръгове намира разпространение стилът шоин-дзукури, залегнал в основата на традиционната японска къща.

### Традиционна архитектура в Европа
Средновековната архитектура в Европа показва, че основната ѝ функция е защитна. Замъците и крепостите са най-добре запазените примери на сгради от Средновековието ако не се считат религиозните катедрали.
По-късно ренесансовата архитектура показва различно чувство за пространство, концептуална чистота и сила на перспективата. В строителството се акцентира предимно на обществени сгради, дворци, градски къщи и други подобни от светски характер. Характерни са ордерното разчленяване на стенните плоскости, аркадите, колонадите, куполите, логическата съразмерност, хармоничността и ясната тектоника, основани на законите на перспективата и пропорциите. Появяват се мащабни архитектурни ансамбли, подчинени на цялостен художествен замисъл.

### Модернистична архитектура
В началото на 20 век общото недоволство от продължаващата сектантска архитектура с натруфени елементи дава тласък на много нови линии, които представляват предшественици на модерната архитектура. Такива са например училището Bauhaus, основано във Ваймар през 1919 година. Модернистичната архитектура е група архитектурни стилове, възникнали в началото на XX век и наложили се като основни след Втората световна война. Тяхна основа е използването на нови строителни технологии и материали, най-вече стъкло, стомана и стоманобетон, и отхвърлянето на традиционния неокласицизъм, доминиращ в архитектурата на XIX век. В началото на XXI век модернистичната архитектура продължава да преобладава в строителството на обществени и корпоративни сгради, въпреки реакцията на постмодернистичната архитектура.
Сред архитектите, изиграли важна роля за развитието на модернизма, са Франк Лойд Райт, Лудвиг Мис ван дер Рое, Льо Корбюзие, Валтер Гропиус, Константин Мелников, Ерих Менделсон, Рихард Нойтра, Луис Съливан, Герит Ритфелд, Бруно Таут, Гунар Асплунд, Арне Якобсен, Оскар Нимайер, Алвар Аалто

### Постмодернизъм
Постмодернизмът в архитектурата представлява съвкупност от течения, зародили се през 60-те години на 20 век. Разцвета му започва през 1980-те години. Идеята е да се възвърнат образността и оригиналността. Архитектурните решения отчитат особеностите на съществуващата градска среда.
Видни практици на постмодернизма, като Роберт Вентури, Морис Кюло, Леон Крие, Алдо Роси, Антуан Грюмбах са сформулирали следните основни правила:
- „подражание“ на историческите паметници и „образци“
- Отправки към някой паметник на архитектурата в общата композиция или в нейните детайли.
- работа в историческо-архитектурни стилове;
- „обратна археология“ – сближаване на новия обект със старата строителна техника;
- ежедневност на реализма и античността, създавано чрез принизяване и опростяване на използваните класически форми

Известни сгради на постмодернизма са:
- Пияца д’Италия в САЩ;
- „Кривата къща“ в Сопот (Полша);
- „Сграда-робот“ в Бангкок;
- „Дом-куб“ в Ротердам.
- Пекински национален стадион в Китай.

### Съвременна архитектура
Съвременна архитектура е архитектурата на 21 век. Няма доминиращ стил: съвременните архитекти работят в различни стилове, от постмодернизъм и хай-тех архитектура до високо-концепцуални и силно изразителни стилове, наподобяващи огромни скулптури. Различните стилове и подходи обикновено използват много модерни технологии и строителни материали. Използването на компютърни технологии за конструиране позволява сградите да се конструират и моделират в 3D с голяма точност и скорост. Един типичен пример е Аудиторио де Тенерифе, конгресно-концертна зала в стил постмодернизъм на остров Тенерифе, Испания.

### Българска архитектура
Едни от най-запазените архитектурни образци са тези, които са създадени през Възраждането. Жилищното строителството заема значителна част от възрожденската жилищна архитектура, оказва голямо влияние върху нейния характер и се отличава с богатство на различни типове къщи, развили се на сравнително неголяма територия: западна, Тетевенска, копривщенска, тревненска, жеравненска, родопска, странджанска, черноморска, пловдивска. Българската архитектура се развива заедно с развитието на архитектурата на Европа специално в частта на жилищното строителство. В българските земи се намират големи горски масиви. Във възрожденските подбалкански градове има достатъчно дъбов материал и конструктивните елементи и технологията, която се използва напълно е сравнима с тази в Германия, Швейцария, Франция, Австрия, Англия и други по така наречената технология на немски: Fachwerk

## Градоустройство
Градоустройството е политически и технически процес свързан с развитието на един град, както и с неговите пространствени и социални структури. То включва защита и използване на околната среда, развитие на градската инфраструктура, включително осигуряване на питейна вода, канализация, транспорт, съобщения и други..
Първият град след освобождението 1878 година, изграден със съвременно градоустройствено решение е Стара Загора. Градът е изгорен изцяло от Сулейман паша и оцелелите жители на града решават да построят града по нов план. На 5 октомври 1879 година е положен основния камък за възстановяването на града от губернатора на Източна Румелия Алеко Богориди съгласно изработеният от архитекта Любор Байер план, в който са предвидени прави улици, които в голяма степен повтарят плана на Августа Траяна. Подобно решение има и в град Нова Загора, също така изгорен частично от войските на Сулейман паша.

## Ландшафтна архитектура
Ландшафтна архитектура е проектирането на обществени места на открито на паркове и градини, както и на други структури, целта на които е постигане на екологични, социални или естетически резултати. Професията включва: дизайн на градска среда (ландшафтен дизайн); планиране за местата, управление на дъждовни води; жилищно или градско планиране; екологично възстановяване; планиране на паркове и места за отдих, планиране на зелена инфраструктура и озеленяване на частни и други имоти, в които специалистите планират и проектират в различни мащаби ландшафтния дизайн, изграждането и управлението му. Специалистите в професията на ландшафтната архитектура се наричат ландшафтни архитекти.

## Интериорен дизайн
Интериорният дизайн е създаването на функционално, ергономично и естетично пространство в помещенията чрез архитектурно-художествени средства.

## Бионика в архитектурата
- В Хараре Зимбабве е завършена търговска и офис сграда Eastgate Centre с пасивна система за охлаждане, която използва за прототип жилищата на термитите. Чрез система от комини, които се отварят през нощта и затварят през деня се постига минимална температурна разлика и 90% икономия на енергия спрямо конвенционално охлажданите с климатични инсталации сгради. Сграда съгласно тези принципи е построена и в Лондон.
- Поради способността на лотоса да не се замърсява, като не се омокря и водните капки не само не се задържат, но имат и почистващ ефект, той представлява интерес за учените и архитектите. Има разработени различни покрития, които се използват за сгради (фасади, покриви, прозорци и др.), които не се нуждаят от почистване и пребоядисване по време на експлоатацията им.

## Космическа архитектура
Колонизацията на космоса – е концепция за живот на хората извън пределите на Земята. Това е основна тема на фантастиката, но в същото време дългосрочна перспектива на много национални програми за овладяване на космоса. Крайната цел е създаването на големи космически кораби, които могат да достигнат до други планети. Една идея е построяването на огромна тръба, подобно на гигантско колело в космоса, при въртенето на което да се създава изкуствена тежест и създадат всички нормални условия на живот на много хора. Там може да се създаде напълно балансирана екосистема, която да осигурява кислород, храна и приятна околна среда. Пример за космическа архитектура е конструкцията на МКС, която е създадена и се разширява с цел осигуряване на продължителен живот на космонавтите на борда.

## Теория на архитектурата
Теорията на архитектурата е наука, обекти на изследване на която са природата, спецификата на архитектурата и нейните общи закономерности за възникване, развитие и функциониране на архитектурата като изкуство, нейната същност, съдържание и форма. В предмета на теорията на архитектурата влиза система от основни понятия (категории) в това число – архитектурна композиция, функция, форма, конструкция, архитектурна среда, симетрия и асиметрия и други.

## Важни теми
Определени теми занимават архитектите винаги, независимо от стила и епохата. При всеки нов проект тези теми трябва да бъдат оценявани отново.
- Пространство: Дефинирането, оразмеряването, разположението, устройството и формалното оформление на пространствата е най-важната задача на архитектурата.
- Позициониране и ориентиране: Позиционирането на един архитектурен обект и неговото ориентиране върху ландшафта или съответно върху предвидената за застрояване площ е определящо за изгледа на обекта, за отношението на частната сфера към общественото пространство, подходите и отношението на вътрешните и външни пространства.
- Функция: Доброто функциониране на една сграда е главната цел на един проект. Това се отнася както за техническото функциониране на сградата, така и естетическите и нетехническите функции на строежа.
- Форма: Формата на сградата, включваща както и формата на основите, формата и кубатурата на сградата, както и пропорциите, са естетически аспекти, които не могат да се изведат само от функциите. Един проект не може да се създаде само на базата на зададените параметри. Към това трябва да се вземат предвид и естетичните и формални параметри.
- Конструкция: За да се създадат желаните обеми и функции, решаващ е изборът на правилната строителна конструкция. При това трябва да се вземат предвид сроковете на строителство и разходите.
- Фасада: Фасадите или външната обвивка на една сграда по отношение на материали, цветове са предмет основно на преценка на архитектите и инвеститорите при съответно влияние на службите по строителство и защита на паметниците.
- Разпознаваемост: Под това понятие се разбира възможността под външната форма да се разпознае какво се крие в обекта. Така например да се вижда каква е функцията, конструкцията, вътрешно разположение и значение на сградата. Така например една църква или една ЖП-гара се разпознават веднага. При изграждането на новата сграда на Националната библиотека на Франция, ъгловите сгради са оформени така, че да приличат на разтворена книга.
- Отношение към околната среда:Един архитектурен обект може да бъде в унисон с околната среда или да бъде в контраст с нея. Външно отношението например се определя с формата, цветовете и избора на материалите. Решаваща роля за отношенията между строежа и околната среда играят перспективата, поредността на пространствата и подходите към обекта.
- Идейно отношение: В рамките на опазването на паметниците определени места, улици, площади, или сгради са от особено значение. При създаването на архитектурни обекти е важно да се вземат предвид тези дадености и исторически влияния върху новосъздаваните обекти.
- Трайност, екология и енергийни разходи: от 80-те години на 20 век, основно поради глобалното затопляне, трайността, екологичността и намаляването на енергийните разходи се превръщат в основна тема на архитектурата. Много сгради имат високи потребности от отопление и охлаждане и тяхното намаляване водят до големи икономии в рамките на живота на сградата. Поради това при конструирането, избора на формата на сградите, ориентацията, използваните строителни материали и други се избират с оглед екологичните изисквания. Това има за последствие промяна в архитектурата на сградата.
- Разходи: Бюджетът е важен фактор, който решава качеството на крайния резултат. Още при началното определяне на концепцията, както и през целия процес на планиране и изпълнение разходите влияят на архитектурния резултат.

## Архитектурни награди
- Най-престижната международна награда за архитектура е Прицкер. В архитектурата тази награда е равностойна на Нобеловата награда в науката. Тя се присъжда на всяка година на един архитект. Носители са например Оскар Нимайер, Ричард Майер, Филип Джонсън, Яу Мин Пей и други.
- В България основни архитектурни награди са наградите на конкурса Сграда на годината[14]: